# 昆明・モントリオール世界生物多様性枠組
昆明・モントリオール世界生物多様性枠組み（こんめい・モントリオールせかいせいぶつたようせいわくぐみ、英: Kunming-Montreal Global Biodiversity Framework、略称: GBF）は、2022年12月に中国の昆明とカナダのモントリオールで開催された生物多様性条約第15回締約国会議（COP15）で採択された、2030年までに達成すべき新たな生物多様性に関する世界目標である。  

## 概要
昆明・モントリオール世界生物多様性枠組みは、自然と共生する世界に向けた2050年ビジョン、2030年ミッション、2050年グローバルゴール、2030年グローバルターゲット、及びその他の関連要素から構成されている 。2030年グローバルターゲットには、日本が特に重視している30by30（陸域及び海域の30%を保全すること）や自然を活用した解決策などの要素に加え、進捗を明確にするために8個の数値目標が盛り込まれている。 なお、その他の関連要素として、新枠組みの進捗をモニタリング・評価する仕組みである「レビューメカニズム」も同時に採択されており、これまでの目標よりも更に実効性を高める仕組みが強化されている。
この枠組みは、世界中で生物多様性が人類史上前例のない速度で劣化していることを示す科学的文書へ対応しようとするものであり、緊急の行動が必要である。 日本は、この枠組みの実施に向けて積極的に取り組むとともに、世界に先駆けて国内戦略や行動計画を策定することを表明している。